# غريغوريس ماكوس
إفريبيديس غريغوريوس ماكوس (باليونانية: Γρηγόρης Μάκος)‏ (18 يناير 1987 في أثينا، اليونان) لاعب كرة قدم يوناني يجيد اللعب في مركز الوسط المدافع ويلعب حاليا في نادي أيك أثينا اليوناني منذ 2009.

## روابط خارجية
- غريغوريس ماكوس على موقع الاتحاد الأوربي (الإنجليزية)
- غريغوريس ماكوس على موقع قاعدة بيانات كرة القدم.إي يو (الإنجليزية)
- غريغوريس ماكوس على موقع ناشيونال فوتبول تيمز (الإنجليزية)
- غريغوريس ماكوس على موقع Soccerway.com (الإنجليزية)
- غريغوريس ماكوس على موقع عالم كرة القدم.نت (الإنجليزية)